# Alegeri legislative în Spania, 2008
Alegerile legislative pentru Parlamentul Spaniei au avut loc pe 9 martie 2008. Alegerile vizau 350 de locuri pentru Congresul Deputaților, și 208 pentru Senat, determinând Primul Ministru al Spaniei. Alegerile sunt menționate în continuare în mass-media spaniolă. Guvernarea PSOE, condusă de Primul Ministru José Luis Rodriguez Zapatero a declarat victorie pe 9 martie, iar opoziția, Partidul Popular a recunoscut înfrângerea. 

## Candidații și coaliții
Prin tradiție, primul candidat de pe fiecare listă de partid de la Madrid pentru Congresul Deputaților candidează la funcția de prim-ministru pentru acel partid. Partidele Naționaliste, care nu se așteptau să câștige locuri suficiente pentru fi candidați la funcția de prim-ministru, au desemnat unul dintre liderii de pe lista ca principalul lor candidat. Acești candidați au fost în general prezentați mai frecvent în mass-media națională spaniolă decât alți lideri sau candidați. Mass-media regională, provincială și locală acoperă aproape întotdeauna activitățile candidaților la funcția de Prim-Ministru la un loc cu cele ale candidaților din domeniul lor. 

### Partidul Socialist Muncitoresc Spaniol
Ca și în 2004, guvernarea Partidului Socialist Muncitoresc Spaniol (PSOE) era condus de Prim Ministrul José Luis Rodríguez Zapatero. Domnul Zapatero a fost singurul candidat al PSOE, care a dorit să participe la alegeri și care, prin urmare a fost proclamat candidat, pe data de 25 noiembrie 2007 la adunarea din Fuenlabrada, Madrid. PSOE a condus în toate circumscripțiile spaniole. În Catalonia, Partidul Socialist din Catalonia (PSC) a fost administrat ca parte a listei candidatilor din PSOE. 
Actualul Prim-Ministru adjunct Maria Teresa Fernandez de la Vega era în fruntea listei partidului provinciei Valencia. Dupa alegeri, ea a continuat ca prim-ministru adjunct. 
Jose Bono Martinez, fost Ministru al Apărării și președintele de Castilia La Mancha, de 21 de ani, a fost in fruntea listei în Toredo. Dupa alegeri, el a fost ales Președinte al Congresului Deputaților. 
După unele discuții datorită necesității de a asigura viitorul sprijin al primului-ministru pentru politica sa economică și intențiile sale de a se retrage, actualul al doilea vice-prim-ministru și Ministrul Economiei și Finanțelor, Pedro Solbes, a fost al doilea pe lista de la Madrid. El a continuat ca Ministru al Economiei după alegeri.  
Alți politicieni proeminenți care au condus listele provinciale pentru Partidul Socialist au inclus actualul Ministru al Culturii, Cesar Antonio Molina în A Coruna, actualul Ministru al Casei, Alfredo Perez Rubalcaba, în Cadiz, Ministerul Relatiilor Publice, Magdalena Alvarez, în Malaga, fostul Ministru al Locuințelor (și actualul Ministru al Apărării) Carme Chacon, în Barcelona și fostul prim-ministru și actualul purtător de cuvânt al Grupui Parlamentar Socialist, Jose Antonio Alonso, în Leon.  
Au fost câteva dispute cu privire la componența listelor electorale, cu excepția problemelor minore de pe insula Formentera de Baleare și din capitală. În Madrid, selecția candidaților rămași pe lista după conducatorul socialist (Primul Ministru Zapatero, al doilea vice-prim-ministru și Ministru Al Economiei și Finantelor, Solbes, precum și coordonatorul alegerilor electorale, Jesus Caldera) era neclară, de când federația socialistă regională și-a schimbat conducerea. În afara de aceasta, UGT, o veche uniune federal-socialistă, a sugerat prezentarea listei comune. Decizia finală a liderului PSOE, de a include un adjunct al UGT, Manuel de la Rocha, a incheiat discuția. 

### Partidul Popular
Partidul Poplar (PP) a fost condus de Mariano Rajoy, fostul viceprim-ministru și succesor al fostului prim-ministru Jose Maria Aznar. El a fost numit candidat de către Consiliul Național de Administrație al partidului pe 10 septembrie 2007. PP a condus în toate circumscripțiile împreună cu partidul său înrudit, Uniunea Populară Navarrese (UPN), în calitate de membru al listei candidaților PP din Navarra.  
Rajoy l-a ales pe Manuel Pizzaro ca și candidat al său pentru funcția de al doilea viceprim-ministru și al Ministrului Economiei și Finanțelor. Pizzaro este fostul președinte al Endesa, unde a fost remarcat prin critica sa față de politicile economice ale Guvernului Zapatero. 
Partidul Popular a sugerat reducerea taxelor și ridicarea pragului minim pentru impozitul pe profit.  
Au avut loc câteva controverse, când primarul Madridului, Alberto Ruiz-Gallardon, a solicitat un loc pe lista de la Madrid pentru Congres, ceea ce a dus la creșterea rivalității între el și colegii săi din PP din Madrid condus de Esperanza Aguirre (președinte al Comunității Madrid și conducător al partidului în această Comunitate Autonomă). Refuzul ulterior al conducerii Partidul Popular, a fost considerat de presă ca o victorie pentru Aguirre, prevenindu-l să profite de succesiunea lui Rajoy în eventualitatea unei înfrângeri electorale. Mai multe partide politice de stânga și mass-media s-au referit la aceasta ca la o victorie dintre cele mai radicale. Surse apropiate Partidului Popular au negat asemenea interpretări. Unele ziare chiar au speculat despre posibilitatea unor conflicte interne dintre suporterii fiecarui politician. În orice caz, apariția împreună a ambilor politicieni la evenimentele electorale, au stopat sau au redus, cel puțin, critica.  
Odată cu înfrangerea Partidului Popular, au existat și câteva speculații cu privire la demiterea lui Rajoy de la viitoarele alegeri electorale. Apoi, la o reuniune a Comitetului Executiv al partidului pe 11 martie, Rajoy risipește îndoielile cu privire la viitorul său, afirmând că el va fi iarăși lider al partidului, la congresul din iunie. 

### Uniunea de stânga
Uniunea de stânga (IU) este o coaliție a mai multor mișcări de stânga. În timpul ultimului legiuitori, au existat lupte interne între principala componentă a coaliției, Partidul Comunist (PCE) și a facțiunii condusă de Llamazares. Acesta a participat la alegerile primare între octombrie și noiembrie 2007. Aceste alegeri interne au fost contestate de către Gaspar Llamazares, apoi de Coordonatorul General al Uniunii de Stânga și de Margarita Sanz, Secretarul General al Partidului Comunist al Valenciei-federația valenciană a Partidului Comunist al Spaniei (PCE). Pe 14 noiembrie, Llamazares a fost declarat câștigător, învingându-l pe rivalul său cu o marjă largă. Dupa aceea, trei membri ai Partidului Comunist, care au fost cei mai critici, incluzând pe fostul lider al acestuia, Felipe Alcaraz, au fost expulzați din Comitetul Directiv.  
IU a condus în toate circumscripțiile, în multe dintre ele, ei au condus în coaliție cu alte partide. În Catalonia, IU a condus cu Inițiativa pentru Verzii Cataloniei. Felipe Alcaraz, președintele executiv al PCE și-a anunțat intenția de a nu candida pentru Sevillia, un alt sector popular, unde a fost deputat din 1993 până în 2004, în Parlamentul Andaluz al IU, după ce a pierdut Adunările Provinciale, el a fost înlocuit de fostul primar al Carmoniei, Sebastian Martín Recio care nu a reușit să câștige nici un loc.  
Adunarea EUPV (o ramură a IU în Comunitatea Valenciana), l-a ales pe Antonio Montalban ca și lider candidat pentru Valencia, unul dintre sectoarele populare, unde IU sau PCE a obținut deputați împotriva Isaurei Navarro, după dezbateri aprinse privind chestiuni ideologice și poziții diferite în ceea ce privește confortul de a menține o coaliție cu un alt partid, Partidul Nationalist Valencian (BNV). Coaliția cu BNV a fost eliminată în final de către Partidul Executiv. Acesta a dus la o schismă în cadrul EUPV, care a văzut-o pe Isaurra Navarro, printre alții, plecând către un nou partid constituit din critici la adresa EUPV. Noul Partid a fost numit Inițiativa pentru Țara Valencia (IPV) și a condus în aceste alegeri în coaliție cu BNV, partidul care a fost eliminat de EUPV. În cele din urmă EUPV nu a reușit să obțină vreun loc în Valencia (Partidul IPV nu a câștigat nici în această circumscripție vreun loc).  
Rezultatul acestor alegeri s-a dovedit o lovitură grea pentru IU, care a avut cel mai rău rezultat obținut vreodată, obținând două locuri în Parlamentul Spaniol, ulterior Llamazares demisionând în perioada imediat următoare alegerilor. 

### Convergență și uniune
În noiembrie 2007, Partidul Convergență și Uniune (CIU) l-a numit pe liderul lor în Congres și lider al Uniunii Democratice din Catalonia, Josep Antoni Duran i Lleida, ca și candidat principal. CIU a contestat doar cele 4 provincii catalane. 

### Republica de stânga catalană
În august 2007, Republica de Stânga Catalană, l-a desemnat pe purtătorul lor de cuvânt în Parlamentul Catalan, Joan Ridao i Martín, ca lider al lor pentru alegeri. ERC a condus în Catalonia și în Comunitatea Valenciană, prin intermediul sucursalei sale ERPV. El a participat de asemenea și într-o coaliție electorală cu alte partide naționaliste în Insulele Baleare, circumscripție numita Insulele Unite.  
ERC a fost partidul cu cea mai mare înfrângere din aceste alegeri, obținând trei parlamentari, mai puțin decât cei 8, din alegerile anterioare. Aceste rezultate proaste au deschis o dispută internă cu privire la ideologie și strategii. 

### Partidul Naționalist Basc
Partidul Naționalist Basc a condus doar în trei provincii Basce. Josu Erkoreka a condus pe lista candidaților din Vizcaya, cea mai populată din cele trei provincii. În Navarra ei făceau parte din coaliția Bai Nafarroa. 

### Partidele minore din Congres
- Coaliția Canare și-a prezentat candidați în Insulele Canare.
- Partidul Naționalist Galez a condus în Galicia
- Solidaritatea Bascilor (Eusko Alkartasuna) a condus în Comunitatea Autonomă a Țării Bascilor, dar singurul lor reprezentant a pierdut în Guipúzcoa / Gipuzkoa
- Deputatul actual al Partidului Politic din Aragon, compozitoare și cantăreață, Jose Antonio Labordeta și-a anunțat intenția de a nu candida pentru alegeri.

### Realocarea de locuri
4 sectoare: Cordoba, A Coruña, Soria și Vizcaya, au pierdut un loc în Congresul Deputaților ca urmare a pierderii nete a populației în aceste circumscripții. Apoi, alte 4: Alicante, Almeria, Murcia si Toledo, toate cu creșteri ale populației, au câstigat un loc pentru fiecare.  
Dacă alegerile generale din 2004 au avut loc sub noua repartizare a locurilor, Partidul Socialist (PSOE) ar fi pierdut un singur loc în ambele sectoare La Coruña și Vizcaya, în timp ce opoziția Partidul Popular (PP) ar fi avut un loc mai puțin în Córdoba, precum și în Soria. Cu toate acestea, PSOE a câștigat locuri suplimentare în: Alicante, Murcia și Toledo, întrucât PP a câștigat doar noul loc adăugat in Almería. În total, PSOE a câștigat în total 165 de locuri, în timp ce PP, 147 de locuri.

## Campanii
Deși perioada campaniei electorale oficiale în Spania dureaza doar 15 zile înainte de alegeri (Cu excepția zilei de dinaintea alegerilor), multe partide, în special PP și PSOE, au demarat „pre-campania” cu luni înainte, de multe ori înainte de a fi finalizate listele lor electorale. 

### PSOE
Prima fază a campaniei a fost facută sub sloganul "Con Z de Zapatero" (cu Z de la Zapatero), o glumă la adresa primului-ministru și al obiceiului candidatului socialist de pronunța toate cuvintele care se termină cu litera D ca și cum s-ar termina cu litera Z. Campania a fost legată de termeni precum egalitatea (Igualdad Igualdaz) sau de solidaritate (Solidaridad Solidaridaz), subliniind politicile efectuate de către actualul guvern. A doua fază a fost făcută sub sloganul "La Mirada Positiva" (Perspectivă favorabilă), subliniind platforma viitorului guvern, și "Vota todas con fuerzas Tus" (vot cu toate puterea ta), cu scopul de a mobiliza potențialii alegatori indeciși sau care se abțin. 

### PP
Pentru pre-campanie PP a folosit sloganul "Con Rajoy es Posible " (cu Rajoy este posibil). De obicei, subliniind propunerile de campanie ale PP, cum ar fi "Llegar un fin de mes, Con Rajoy ES timp posibil". IU a acuzat PP de copierea sloganului său de la ultimele alegeri municipale. 

### IU
IU a ales sloganul pentru pre-campanie "LlamazarES + Más Izquierda" (LlamazarES (este) mai la stânga), atrăgând atenția asupra poziției lor, ca fiind al treilea Partid Național. 

## Problemele campaniei

### Economia
Economia a devenit o problemă majoră a campaniei cauzată de o serie de factori:
- O încetinire în piața imobiliară, cu prețuri începând chiar să scadă în unele zone.
- Creșterea bruscă a prețurilor la unele produse agricole de bază.
- Instabilitate globală, ca urmare a incertitudinii de piață.
- O creștere a șomajului.

Apariția bruscă a economiei, ca o chestiune politică a venit după mai mulți ani de creștere economică constantă, și a adus câțiva observatori care să arate că guvernul ar fi beneficiat dacă alegerile ar fi avut loc mai devreme. În plus, față de aceste elemente, atât PP și PSOE au adus propuneri privind impozitarea. 

## Rezultate

### Congresul
Aceste alegeri s-au îndreptat spre bipartidism, fiecare circumscripție unică fiind câștigată de unul din cele două partide principale (până în prezent, provinciile basce au fost bastion al PNV). Ambele partide principale au câstigat locuri, obtinând aproape 84% din votul popular și 92% din reprezentare. În ciuda acestui fapt, distanța relativ mică care separă cele două partide majore și eșecul fiecăruia, înseamnă că partidele mai mici mențin echilibrul de putere. PSOE a câștigat 5 locuri, menținându-și în principal voturile din 2004 (când a câștigat aproximativ 250000 de voturi) și valorificând în declin foștii aliați, IU și ERC, din cauza cărora a pierdut jumătate din reprezentare parlamentară și dreptul lui de a forma un grup parlamentar în cadrul Congresului.  
Partidul Popular, principalul partid de opoziție în timpul ultimului tur, a îmbunătățit sprijinul lor cu aproximativ 500.000 de voturi (1.6%) și 6 locuri, astfel închizând ușor decalajul față de partidul de guvernământ. Cu toate acestea redistribuirea locului anterior acestei alegeri a însemnat că în multe provincii, chiar și un număr de locuri a dus la anularea reciprocă a acestor două partide. Cu toate acestea, au existat unele cazuri în care astfel de remaniere a făcut chiar un loc total, dar votul popular puternic al câștigătorului a însemnat că și-a menținut sau chiar a crescut majoritar. Aceasta s-a întâmplat în Cordoba (PSOE-4, 2-PP), Murcia (PP 7–3 PSOE) și Alicante (PP 7–5 PSOE). 

#### Variațiile regionale
Unele regiuni au avut o importanță deosebită: pe de o parte, Catalonia și Țara Bascilor au contribuit la victoria PSOE, cele mai multe dintre voturi venind de la ei. Abținerea votantilor naționaliști a fost citată ca fiind de o importanță deosebită. dar câștigurile partidului de guvernământ în ariile naționaliste tradiționale nu poate fi atribuită în întregime acestui factor. Cele mai mari creșteri ale PSOE a cotei de vot a ajuns în cele trei provincii basce unde alegerile au fost umbrite de uciderea unui consilier local PSOE de către ETA. Galicia, a continuat, de asemenea, trecerea acestuia pe termen lung în partidul de stânga. Orense a fost singurul județ unde PSOE a câștigat un loc direct de la PP, în timp ce în Lugo, votul PSOE a crescut în continuare. În Mellila, PSOE au fost aproape de a câștiga.  
Pe de altă parte, la Madrid au existat doi candidați pentru funcția de președinte al Guvernului pe listele respective, PSOE suferind un regres semnificativ: în timp ce în ultimele alegeri au ajuns extrem de aproape de câștig (terminând cu un punct mai puțin) și a reușit să priveze PP majorității sale, principalul partid de opoziție a marcat acum 49. 34% cu 10 puncte înaintea PSOE și recuperând majoritatea locurilor în regiune. UPyD, noul partid, sub conducerea lui Rosa Díez, a obținut locul rămas, intrând în Parlament pentru prima dată. Multe partide muncitorești tradiționaliste, fie au devenit mai puternice, fie au trecut la PP, ca Móstoles sau au pierdut sprijinul PSOE, ca Parla, când recordul său anterior de 36 puncte a scazut cu 15%. Cele mai bune rezultate ale PP au venit de pe coasta de sud a Cataloniei.  
Cel mai mare vot distribuit într-o singură constituție a venit din Murcia, cu mai mult de 60% din votul popular. Murcia a înregistrat de asemenea cel mai prost rezultat în ceea ce privește votul pentru partidul PSOE, rezultând o diferență mare între cele două partide principale. Principalul partid de opoziție, de asemenea, s-a descurcat bine și în Comunitatea Valencia și în Almería. Ca și în alegerile anterioare, partidul pentru care s-a luptat în aceste regiuni a fost Partidul Nationalist. Totuși, acesta si-a recâștigat reprezentarea în Lleida, lăsând Gironna ca singurul sector electoral fără reprezentare PP. În Barcelona a existat doar un singur loc între PP si CiU, PP câștigând cu o marjă de aproximativ 250 de voturi, după ce au verificat voturile de peste mări.  
Pe 11 aprilie, Zapatero a fost reales Prim-Ministru cu 169 de voturi, 58 pro și 23 de abțineri. Partidele Naționaliste și Uniunea de Stânga s-au abținut, și continuă negocierile cu guvernul. La cei 145 deputați ai PP s-au mai alăturat înca 4. Una a fost Rosa María Díez González, fostă socialistă euro-parlamentară care a format un nou partid cu sediul în Țara Bascilor în opoziție față de dorința lui Zapatero de a coopera cu naționaliștii basci. Ea s-a plâns de "discriminarea suferită de zeci de mii de familii care sunt în imposibilitatea de a-și educa copiii în limba spaniolă” deoarece basci învăța în limba bască la școală, fiind huiduită la Congres pentru aceasta. Cele trei Republici Catalane de stânga au votat NU. 
Ei au spus că, deși nu închid nici o ușă, au vrut să arate dezamăgirea lor că Zapatero a părut mai reticent în a descentraliza și părea să fie prea cooperativ cu conservatorii și cu Centru de Dreapta Catalan CiU, deși acestea au rămas convinși că ei au căzut de acord pe ordinea de zi social-democrată. 

#### Problemele proporționalității
În cazul în care alegerile au avut loc folosind un sistem de listă națională, sau cel puțin cu circumscripții mai largi, în locul constituțiilor provinciale curente mandatate de Constituție, ambele partide majore ar fi pierdut reprezentația: PSOE ar fi scăzut la circa 160 în loc de voturile curente, 169, în timp ce PP ar fi obținut 147 în loc de 154. Partidele mai mici care funcționau in constituția spaniolă ar fi avut rezultate mult mai bune, în conformitate cu un criteriu reprezentativ mai simplu, astfel UI-ar fi obținut 14 deputați în loc de 2, în timp ce UPyD ar fi obținut patru parlamentari în loc de 1.  
Oamenii considerau că cele două partide sunt cele mai potrivite în a pleda o reformă a legii electorale și de a utiliza un sistem de alocare a locurilor alternativă, în timp ce principalele partide acordă o importanță mică problemei. 

### Senatul
Sistemul de alegeri pentru Senat este majoritar, pe baza de vot-bloc parțial. Cele mai multe circumscripții împărtășesc aceeași reprezentare a 4 senatori și fiecare alegător poate distribui liber până la 3 voturi dintre toți candidații. Acest lucru duce de obicei la 3/1 voturi împărțite între câștigător și învins.  
Astfel, un număr mare la vot poate echivala cu nimic în cazul în care câștigătorul circumscripției nu este modificat, dar un număr mult mai mic poate inverti reprezentarea provinciei. Alegerile senatoriale sunt singurul caz în democrația spaniolă unde alegătorii pot alege candidați de la partide diferite la același tur de scrutin.  
Doar 208 de locuri sunt pentru alegeri, deoarece restul (51 până acum, care merge pana la 56 ca urmare a schimbărilor demografice) sunt numite de legislaturile regionale. Partidul Popular, câștigând chiar și un vot popular și captarea Almería din PSOE, a pierdut un singur loc, deși își păstrează statutul de prim partid în Senat. PSOE, pe de altă parte, a făcut câștiguri mari din provinciile basce (reducând in PNV de la 2 la 6 locuri) și Insulele Canare (unde Coaliția Canară a fost aproape ștearsă de către principalele partide, păstrând un singur senator ales). Este capturat de asemenea, Asturias și Teruel din PP și, printr-o marjă de razon subțire a reușit să evite preluarea completă a Ciudad Real de către partidul de opoziție producând un rezultat rar 2-2.  
Pentru a cunoaște componența finală a Senatului pentru prima jumătate a termenului 9, una trebuie să aștepte pentru numirile rămase de la legislaturi regionale, care au avut loc astfel: toate cele 9 din Andaluzia, unde au avut loc alegeri regionale concomitent cu sondajele naționale, și câte unul din fiecare din Insulele Baleare, Insulele Canare, Catalonia și Madrid, toate obținând un loc pentru senator ca urmare a creșterii populației lor.  
Graficul afișat presupune că parlamentul regional implicat păstrează reprezentarea Senatului aproximativ proporțională cu propria lor compoziție, fiind întotdeauna cazul ca până acum. Astfel, cinci locuri noi s-ar distribui astfel: 3 PP (Andaluzia, Insulele Baleare, Insulele Canare), 1 PSOE (Madrid), 1 CiU (Catalonia). 